# Regan (Dakota del Nord)
Regan és una població del Comtat de Burleigh a l'estat de Dakota del Nord als Estats Units.

## Demografia
Segons el cens dels Estats Units del 2000 tenia 43 habitants., 23 habitatges, i 12 famílies. La densitat de població era de 16,4 hab./km².
Dels 23 habitatges en un 17,4% hi vivien nens de menys de 18 anys, en un 43,5% hi vivien parelles casades, en un 4,3% dones solteres, i en un 43,5% no eren unitats familiars. En el 34,8% dels habitatges hi vivien persones soles el 34,8% de les quals corresponia a persones de 65 anys o més que vivien soles. El nombre mitjà de persones vivint en cada habitatge era d'1,87 i el nombre mitjà de persones que vivien en cada família era de 2,31.
Per edats la població es repartia de la següent manera: un 11,6% tenia menys de 18 anys, un 9,3% entre 18 i 24, un 27,9% entre 25 i 44, un 25,6% de 45 a 60 i un 25,6% 65 anys o més.
L'edat mediana era de 45 anys. Per cada 100 dones de 18 o més anys hi havia 137,5 homes.
La renda mediana per habitatge era de 17.083 $ i la renda mediana per família de 30.417 $. Els homes tenien una renda mediana de 18.333 $ mentre que les dones 21.250 $. La renda per capita de la població era de 13.224 $. Entorn del 30,8% de les famílies i el 36,7% de la població estaven per davall del llindar de pobresa.

## Poblacions properes
El següent diagrama mostra les poblacions més properes.